# 波德韦尔卡市镇

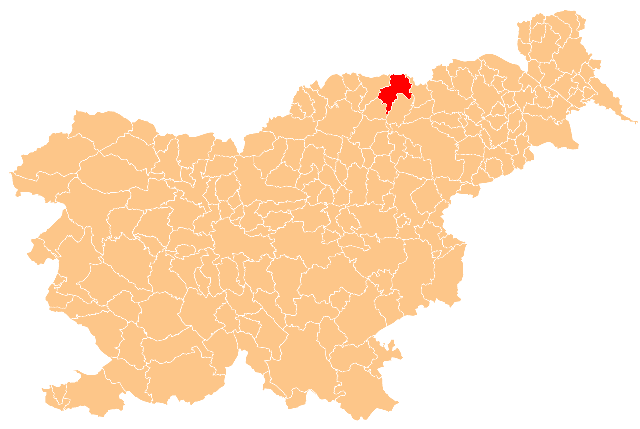
波德韦尔卡市镇於斯洛維尼亞的位置

波德韦尔卡市镇是斯洛文尼亞北部的一個市鎮，行政中心為波德韋爾卡。市镇面積为103.9平方公里，2018年人口数量为2,354人。该市镇与奥地利接壤。
1994年成立了波德韦尔卡-里布尼察市镇，1998年该市镇分成波霍列山區里布尼察市鎮和波德韦尔卡市镇。

## 外部連結
- 官方网站  （斯洛文尼亚文）
- Podvelka on Geopedia （页面存档备份，存于）